# Szicília zászlaja

Az egykori Szicíliai Királyság zászlaja.

Salvatore Giuliano bandita aki magát a szicíliai függetlenség letéteményesének tekintette, készítette ezt a zászlót, amelyet hivatalosan sehol nem használtak.

Szicília 2000 januárja óta hivatalos zászlaja már a középkorban is használatban volt (1282-től).

## Tulajdonságai
A lobogó átlósan kettéosztott: egyik része vörös, a másik pedig sárga. Középen látható az ún. trinacria jelképe. A „trinacria” eredetileg „három lábat” jelent, és a sziget három sarkát, háromszögűségét jelképezi. A trinacriában látható fej nem másé, mint a mitológiai alakként ismert Medúzáé. A római uralom előtt az ő fejét a Nap helyettesítette. A trinacria-szimbólumot megtalálhatjuk Man-sziget zászlajában is.